# Terremoto del Sannio del 1688
Il terremoto del Sannio del 1688, avvenuto il 5 giugno, la vigilia della Pentecoste, è stato un evento sismico che ha provocato ingenti danni ai territori compresi nel distretto sismico del Sannio e in alcune aree finitime.

## Il sisma
La scossa principale, preceduta da una serie di scosse molto lievi, avvenne alle ore 18,30 circa. 
Il professor Domenico Franco, dopo accurati studi, ha stabilito che la potenza del terremoto fosse compresa tra il X el'XI grado della scala Mercalli ed ha individuato l'epicentro nella zona "Benevento-Cerreto Sannita" in un vasto territorio di forma ellittica con un asse maggiore (SE-NW) di circa 70 km e con un asse minore di quasi 25 km.
Tutto il territorio dell'attuale provincia di Benevento subì gravi danni unitamente ad alcuni comuni delle province di Avellino, Campobasso e Caserta.
Ad Alife quasi tutte le case furono rase al suolo; lo stesso accadde ad Alvignano, Castelpagano, Casalduni, Guardiaregia, Pietraroja, San Lorenzo Maggiore, San Lorenzello, Sassinoro, Tocco Caudio, Castelpoto, Benevento, Faicchio. Cerreto fu completamente distrutta. I comuni di Ariano, Pietrelcina, San Giorgio la Montagna, Morcone e Cervinara subirono gravi danni. A Benevento si ebbero danni gravissimi. 
Le vittime a Benevento furono 2.115. Il comune più colpito fu quello di Cerreto Sannita dove morirono 4.000 persone (la metà degli abitanti). A Guardia Sanframondi i morti furono 1.200, a San Lorenzello 600 su 1.000. 
Il terremoto fu avvertito anche a Napoli dove procurò diversi danni agli edifici civili e religiosi.

## Testimonianze

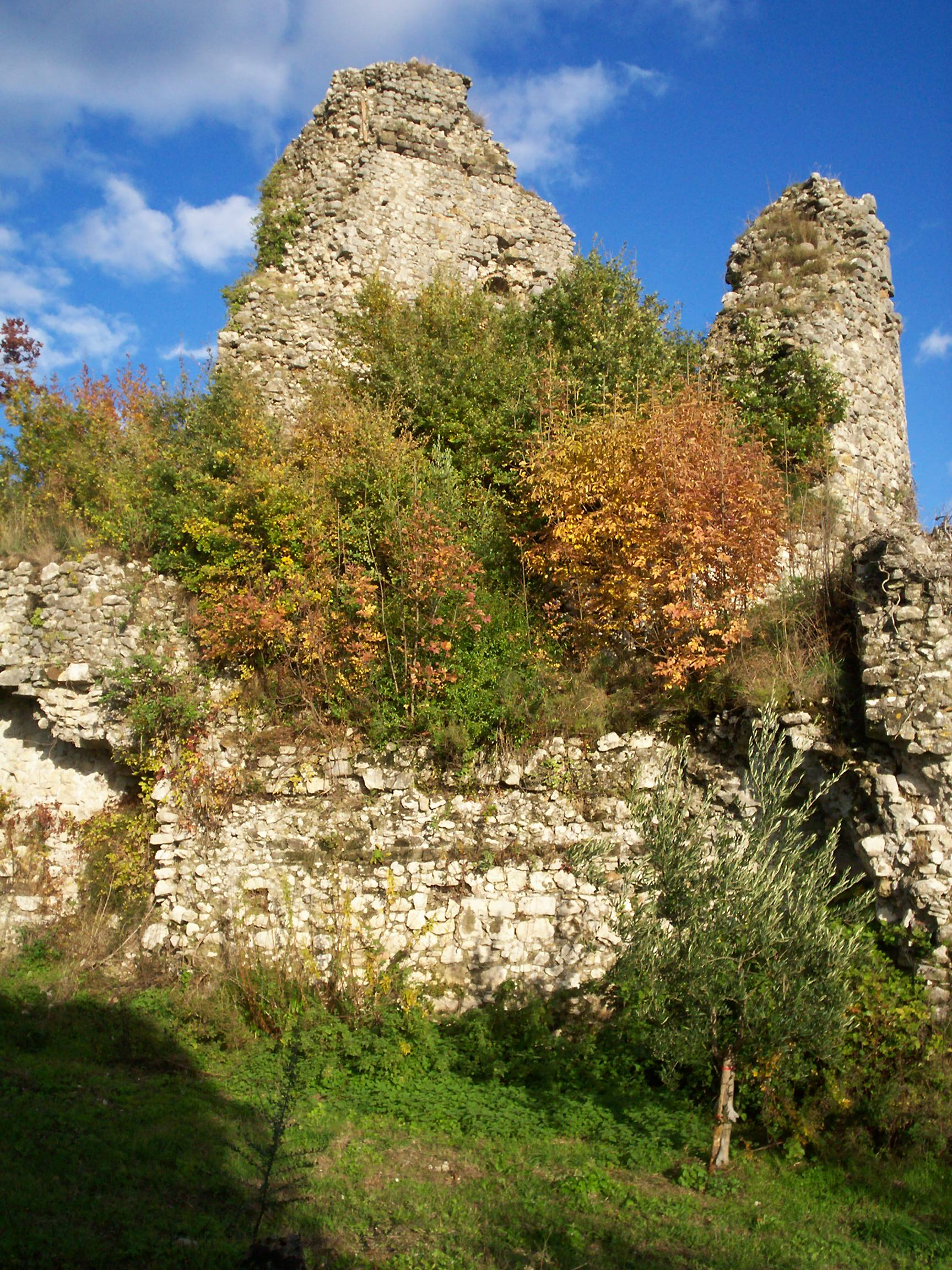
Ruderi di Cerreto antica, distrutta dal terremoto

Una fra le testimonianze più prestigiose ci viene da Pietro Francesco Orsino, nel 1724 diventato Papa con il nome di Benedetto XIII. Nelle sue memorie il futuro Papa descrive il terremoto come una grande sventura subita dalla città di Benevento. Diventato Papa egli elargì cospicue donazioni per ricostruire edifici religiosi colpiti dal sisma. 
A Cerreto Sannita dove morirono metà degli abitanti le testimonianze sono numerose. Il vescovo di allora, Giovanni Battista de Bellis, così si espresse: "[...] Hor questa terra con le Chiese, Monasteri, e tutto [...] in tanto tempo, quando porria dirsi un Credo, cadde tutta, tutta, tutta, senza che vi rimanesse pure una casa da desolarsi [...] cosa che chi non la vede, stenteria crederla [...]".
Vincenzo Magnati in una sua opera dice: "Capo della Contea (Cerreto), nella quale si numeravano poco men che 8.000 abitanti la metà di essi cessò sepolta in quell'eccidio, ed in quel medesimo giorno appunto del 5 giugno, nel sentirsi ed avvertirsi la prima scossa della Terra la presero quasi per burla e per ischerzo, nella seconda pensavamo che dovesse cessare e nella terza gridavamo: non è già burla, e nel fuggire furono tutti oppressi dalle pietre e sepolti dalle medesime ritrovando così la morte e la sepoltura essendo caduta tutta senza conoscervi un vestigio di essa, osservandosi solamente un gran mucchio mal composto di sassi, pietre, calcina, travi ed altri materiali, dimostranti di esservi stati in essa edifici e fabbriche".
Si riporta la testimonianza di una suora del Monastero delle clarisse di Cerreto Sannita: 
( Vincenzo Mazzacane, Il terremoto di Cerreto del 5 giugno 1688: Memoria di una suora del monastero delle Clarisse, Samnium, 1953.)

## Precedenti
Un evento sismico di notevole portata, con intensità pari al IX grado della scala Mercalli e con epicentro pressoché identico al terremoto del 1688, si era verificato il 4 settembre 1293. Oltre che nel Sannio, tale sisma provocò danni anche a Napoli, dove fu gravemente lesionata la chiesa di Santa Maria di Donnaregina.